# Carta a Meneceo

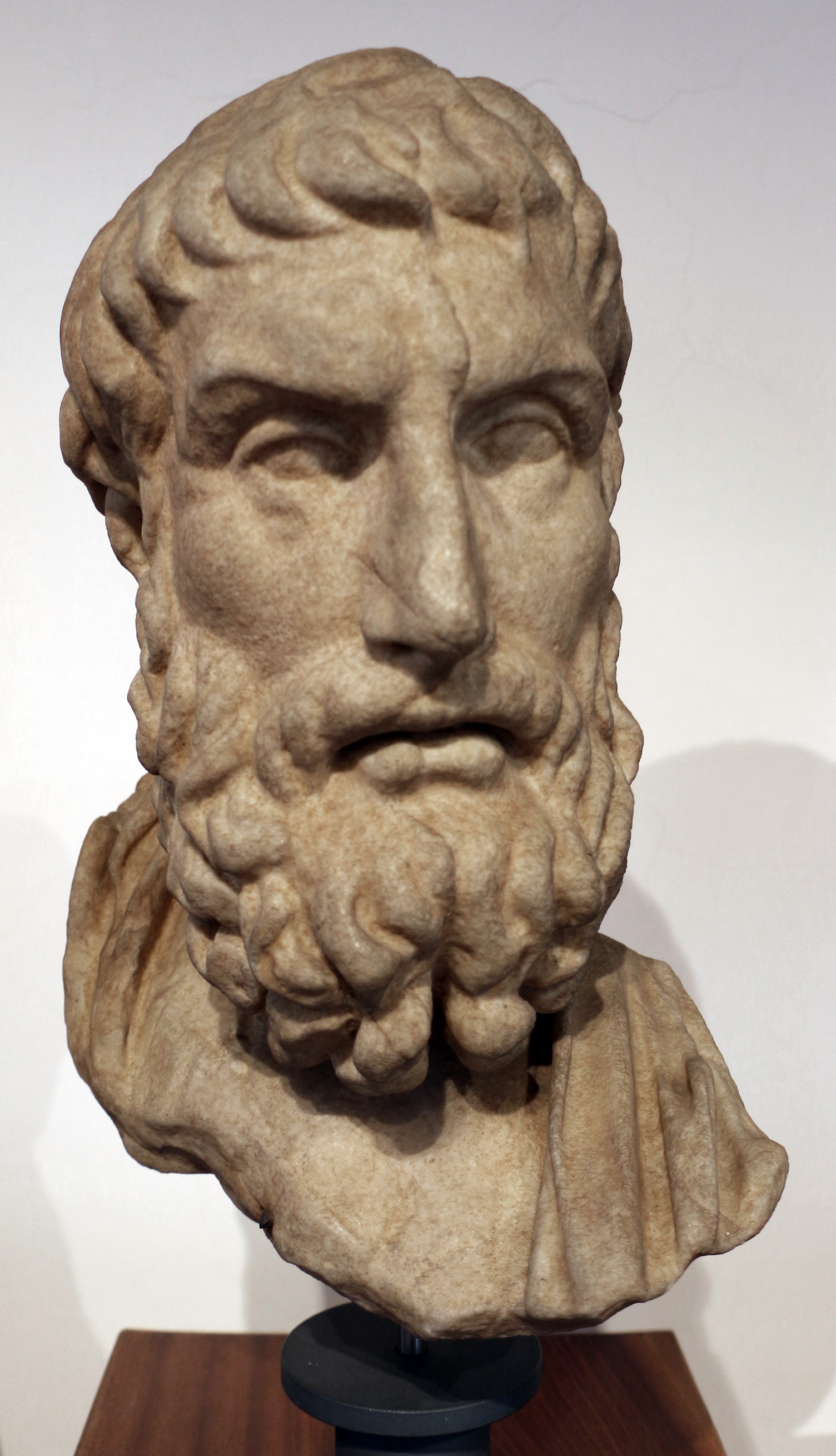
Copia romana de un busto griego de Epicuro del

La Carta o Epístola a Meneceo, también conocida como la Carta sobre la Felicidad , es el texto más famoso recuperado de Epicuro. En las pocas páginas que componen  la epístola, el filósofo aborda los temas centrales de su filosofía con respecto a la ética y la metafísica: la búsqueda de la felicidad, el miedo a la muerte, la naturaleza de los dioses, la clasificación de los placeres. 

## El tetrafármaco
Después de una exhortación a practicar la filosofía, la única fuente verdadera de felicidad, Epicuro continúa analizando las causas de la infelicidad y reitera las cuatro máximas que forman el llamado tetrafármaco. 
1. No temas a los dioses. Epicuro afirma que no niega la existencia de divinidades, sino que rechaza la opinión que tiene la gente común, como una "presunción falsa". Los dioses son eternos y bendecidos, y esto es posible porque viven en la intermundia, es decir, el espacio entre los mundos reales. Al estar basados en un lugar claramente separado del ocupado por los hombres, no pueden experimentarlo, y por lo tanto no pueden actuar en nuestras vidas con castigos o beneficios.[2]
2. No temas a la muerte. No hay razón para temer a la muerte, ya que con la vida la capacidad de percibir placer o dolor también desaparece: "cuando estamos, la muerte no está allí, y cuando la muerte está ahí, entonces ya no estamos".[3]
3. Lo bueno es fácil de conseguir. Epicuro enseña que el placer es una facultad innata del ser humano y que es naturalmente fácil cultivarlo.[4]
4. Lo malo es fácil de soportar. Epicuro da varios argumentos para aliviar el dolor crónico y agudo. El fundador del jardín epicúreo moderno de Atenas, Christos Yapijakis, argumenta que el médico epicúreo antiguo Asclepíades de Bitinia se inventó la división de enfermedades entre agudas y crónicas (para dar tratamientos distintos) en base a la cuarta máxima de Epicuro.[5]

Para explicar las dos últimas máximas, que se refieren al placer y al dolor, Epicuro debe primero analizar los diferentes tipos de deseos y placeres.

## La clasificación de los deseos
Epicuro establece la cuestión de los deseos como una introducción al tema de los placeres. Los deseos se clasifican de la siguiente manera:
- Deseos naturales, que a su vez pueden ser: 
  - Necesarios, esenciales para la vida humana, que surge del dolor físico, como beber, comer, dormir...
  - Innecesarios, como comer alimentos refinados o beber cuando no tienes sed.
- Deseos vanos, es decir, los superfluos, que, aunque no estén satisfechos, no implican dolor físico, como la lujuria, poder, el deseo de riquezas, etc.

El criterio para discernir los diferentes deseos es la naturaleza, que establecen límites físicos bien establecidos. Por lo tanto, los deseos naturales necesarios tienen que ser saciados, sin embargo, debemos tener moderación con aquellos que no son necesarios y evitar aquellos que son vanos, porque son inútiles y portadores de la infelicidad.

## La clasificación de los placeres
Solo teniendo en cuenta la clasificación previa de los deseos, es posible decidir qué acciones tomar, con el fin de suprimir los disturbios y perseguir una vida bendita. 
Epicuro comienza con la determinación de la naturaleza del hombre, reconociendo que su propósito y principio es el placer: el bien consiste en realizar esta naturaleza y, por lo tanto, en perseguir el placer. El placer, a su vez, es una privación del dolor: esto significa que no es posible aumentar su intensidad hasta el infinito, y sobre todo que el placer y el dolor son claramente opuestos. Sin embargo, no todos los placeres deben buscarse, pero deben valorarse sobre la base de las ventajas y desventajas que pueden proporcionar. El filósofo distingue dos tipos: 
- Placeres móviles (cinéticos), o aquellos placeres que surgen cuando responden a una necesidad (beber cuando se tiene sed),
- Placeres estables (catastemáticas), o aquellos placeres que surgen de la ausencia de dolor (el placer que sigue a la bebida).

El bien supremo es la autosuficiencia (autarkeia), es decir, saber cómo contentarse con poco, para estar libre de la necesidad y, por lo tanto, del dolor. En última instancia, el placer es "la ausencia de dolor en el cuerpo, la ausencia de perturbación en el alma". En la base de la virtud y la felicidad está la sabiduría (phronesis), que generalmente está orientada hacia los placeres catastemáticos. La condición del ensayo epicúreo, libre de todo dolor y perturbación, es, por lo tanto, comparable a la de un dios.